# Roger Smith (Schauspieler)
Roger LaVerne Smith (* 18. Dezember 1932 in South Gate, Kalifornien; † 4. Juni 2017 in Sherman Oaks, Kalifornien) war ein US-amerikanischer Schauspieler, Filmproduzent und Drehbuchautor.

## Leben und Karriere
Roger Smith wurde als Sohn eines Kleidermanufakteurs in Kalifornien geboren. Er nahm bereits während der Kindheit Gesangs- und Tanzstunden, später gewann er einige Gesangswettbewerbe. Nach seinem Studium an der University of Arizona und einem zweieinhalbjährigen Dienst bei der United States Navy wandte er sich der Schauspielerei und Musik zu. 
Eine Begegnung mit James Cagney veranlasste ihn, eine Karriere in Hollywood zu beginnen. Schnell erhielt er erste Filmrollen, beispielsweise als Cagneys Filmsohn in Der Mann mit den 1000 Gesichtern (1957), einer Filmbiografie über das Leben von Lon Chaney senior. 1959 spielte er in Morton DaCostas Komödie Die tolle Tante den Neffen von Rosalind Russells Tante. Seine wohl bekannteste Rolle verkörperte Smith als Privatdetektiv Jeff Spencer in der klassischen Krimiserie 77 Sunset Strip. Insgesamt war er hier zwischen 1958 und 1963 an der Seite von Efrem Zimbalist, Jr. und Edd Byrnes in insgesamt 136 Folgen zu sehen. Mitte der 1960er-Jahre spielte Smith außerdem die Hauptrolle in der kurzlebigen Sitcom Mister Roberts.
In erster Ehe war Smith von 1956 bis 1965 mit der Schauspielerin Victoria Shaw verheiratet. Mit ihr hatte er drei gemeinsame Kinder. 1967 heiratete er die Schauspielerin Ann-Margret, die Ehe hielt bis zu seinem Tod. Smith zog sich im Jahr 1968 von der Schauspielerei zurück, um sich fortan als Manager um die erfolgreiche Karriere seiner Frau zu kümmern. Er arbeitete in späteren Jahren ebenfalls als Drehbuchautor und Filmproduzent.
Roger Smith, der später an Myasthenia gravis und Parkinson erkrankte, starb 2017 kurz nach seiner goldenen Hochzeit mit Ann-Margret im Alter von 84 Jahren.

## Filmografie (Auswahl)
Als Schauspieler
- 1956: Over-Exposed
- 1956, 1958: Vater ist der Beste (Father Knows Best, Fernsehserie, 2 Folgen)
- 1957: Der Mann mit den 1000 Gesichtern (Man of a Thousand Faces)
- 1957: Selten so gelacht (Operation Mad Ball)
- 1958–1963: 77 Sunset Strip (Fernsehserie, 136 Folgen)
- 1958: Die tolle Tante (Auntie Mame)
- 1960, 1961: Hawaiian Eye (Fernsehserie, 2 Folgen)
- 1965–1966: Mister Roberts (Fernsehserie, 30 Folgen)
- 1968: Rogue’s Gallery

Als Filmproduzent
- 1969: Wer trägt bei Rosie schon Pyjamas? (The First Time) (auch Drehbuchautor)
- 1970: Höllenengel und Company (C.C. & Company) (auch Drehbuchautor)
- 1975: Die Ann Margret Olsson Show (Ann-Margret Olsson, Fernsehfilm)
- 1994: Land der verlorenen Kinder (Nobody’s Children, Fernsehfilm)